# Neottia unguiculata
Neottia unguiculata är en orkidéart som först beskrevs av William Wright Smith, och fick sitt nu gällande namn av Dariusz Lucjan Szlachetko. Neottia unguiculata ingår i släktet näströtter, och familjen orkidéer. Inga underarter finns listade i Catalogue of Life.